# Éliminatoires du championnat d'Europe des nations de football 1968
Navigation
Éliminatoires Euro 1964 Éliminatoires Euro 1972
Le Championnat d'Europe 1968 est le premier à voir, dans sa phase préliminaire, la mise en place de poules. En effet, le système de poules éliminatoires résout le problème posé pour l'UEFA, dans un système intégralement à élimination directe avec un nombre d'inscrits incertain, par le tour préliminaire mettant aux prises seulement quelques équipes tirées au sort, tandis que les plus chanceuses, exemptées, s'économisent pour le tour suivant, comme ce fut le cas en 1960 et 1964. En outre le système de poules permet à toutes les équipes, qu'elles soient fortes ou faibles, de jouer plus de matchs.
Les 31 nations inscrites sont ainsi réparties dans 7 poules de 4 équipes et 1 poule de 3 équipes. Les 8 premiers de chaque poule se qualifient pour les quarts de finale, joués par matchs aller-retour, à l'issue desquels les 4 vainqueurs se retrouvent en phase finale proprement dite, organisée sur le terrain de l'un des 4 demi-finalistes. En 1968, c'est l'Italie qui accueille le tournoi final.
À noter que l'Allemagne de l'ouest s'inscrit pour la première fois au Championnat d'Europe. Deuxième de son groupe de qualification, l'Allemagne est éliminée. Il s'agit de la seule fois dans l'histoire où l'Allemagne ne participe pas à la phase finale d'une compétition majeure (Mondial ou Euro) à laquelle elle est inscrite.
Sous l'impulsion énergique et rigoureuse du sélectionneur Louis Dugauguez, la France confirme le renouveau amorcé à la Coupe du monde 1966 en remportant son groupe préliminaire devant la Belgique et la Pologne. Les choses sérieuses commencent en quarts de finale contre la redoutable Yougoslavie, qui a réussi l'exploit de devancer l'Allemagne de l'ouest dans son groupe. Incapable de s'imposer (1-1) au match aller à Marseille, la France subit l'une des plus grandes humiliations de son histoire au retour à Belgrade. Les Bleus encaissent en effet trois buts en 25 minutes et sont finalement battus 5-1 par le futur finaliste de l'épreuve. Cette élimination douloureuse en quart de finale amorce une spirale infernale qui verra la France absente de toute compétition majeure jusqu'en 1978.

## Groupes éliminatoires

### Groupe 1
| Rang | Équipe               | Pts | J | G | N | P | Bp | Bc | Diff |  | Résultats (▼ dom., ► ext.) |     |     |     |     |
| ---- | -------------------- | --- | - | - | - | - | -- | -- | ---- |  | -------------------------- | --- | --- | --- | --- |
| 1    | Espagne              | 8   | 6 | 3 | 2 | 1 | 6  | 2  | +4   |  | Espagne                    |     | 2-1 | 2-0 | 2-0 |
| 2    | Tchécoslovaquie      | 7   | 6 | 3 | 1 | 2 | 8  | 4  | +4   |  | Tchécoslovaquie            | 1-0 |     | 1-2 | 3-0 |
| 3    | République d'Irlande | 5   | 6 | 2 | 1 | 3 | 5  | 8  | -3   |  | République d'Irlande       | 0-0 | 0-2 |     | 2-1 |
| 4    | Turquie              | 4   | 6 | 1 | 2 | 3 | 3  | 8  | -5   |  | Turquie                    | 0-0 | 0-0 | 2-1 |     |

### Groupe 2
| Rang | Équipe   | Pts | J | G | N | P | Bp | Bc | Diff |  | Résultats (▼ dom., ► ext.) |     |     |     |     |
| ---- | -------- | --- | - | - | - | - | -- | -- | ---- |  | -------------------------- | --- | --- | --- | --- |
| 1    | Bulgarie | 10  | 6 | 4 | 2 | 0 | 10 | 2  | +8   |  | Bulgarie                   |     | 1-0 | 3-0 | 4-2 |
| 2    | Portugal | 6   | 6 | 2 | 2 | 2 | 6  | 6  | 0    |  | Portugal                   | 0-0 |     | 1-2 | 2-1 |
| 3    | Suède    | 5   | 6 | 2 | 1 | 3 | 9  | 12 | -3   |  | Suède                      | 0-2 | 1-1 |     | 5-2 |
| 4    | Norvège  | 3   | 6 | 1 | 1 | 4 | 9  | 14 | -5   |  | Norvège                    | 0-0 | 1-2 | 3-1 |     |

### Groupe 3
| Rang | Équipe           | Pts | J  | G | N | P | Bp | Bc | Diff |  | Résultats (▼ dom., ► ext.) |     |      |     |     |
| ---- | ---------------- | --- | -- | - | - | - | -- | -- | ---- |  | -------------------------- | --- | ---- | --- | --- |
| 1    | Union soviétique | 10  | 6  | 5 | 0 | 1 | 16 | 6  | +10  |  | Union soviétique           |     | 4-0  | 4-3 | 2-0 |
| 2    | Grèce            | 5   | 5* | 2 | 1 | 2 | 7  | 8  | -1   |  | Grèce                      | 0-1 |      | 4-1 | 2-1 |
| 3    | Autriche         | 5   | 5* | 2 | 1 | 2 | 7  | 9  | -2   |  | Autriche                   | 1-0 | 1-1* |     | 2-1 |
| 4    | Finlande         | 2   | 6  | 0 | 2 | 4 | 5  | 12 | -7   |  | Finlande                   | 2-5 | 1-1  | 0-0 |     |

* : Match arrêté à la 86e minute et résultat annulé. Sans conséquence sur le classement final du groupe.

### Groupe 4
| Rang | Équipe               | Pts | J | G | N | P | Bp | Bc | Diff |  | Résultats (▼ dom., ► ext.) |     |     |     |
| ---- | -------------------- | --- | - | - | - | - | -- | -- | ---- |  | -------------------------- | --- | --- | --- |
| 1    | Yougoslavie          | 6   | 4 | 3 | 0 | 1 | 8  | 3  | +5   |  | Yougoslavie                |     | 1-0 | 4-0 |
| 2    | Allemagne de l'Ouest | 5   | 4 | 2 | 1 | 1 | 9  | 2  | +7   |  | Allemagne de l'Ouest       | 3-1 |     | 6-0 |
| 3    | Albanie              | 1   | 4 | 0 | 1 | 3 | 0  | 12 | -12  |  | Albanie                    | 0-2 | 0-0 |     |

### Groupe 5
| Rang | Équipe             | Pts | J | G | N | P | Bp | Bc | Diff |  | Résultats (▼ dom., ► ext.) |     |     |     |     |
| ---- | ------------------ | --- | - | - | - | - | -- | -- | ---- |  | -------------------------- | --- | --- | --- | --- |
| 1    | Hongrie            | 9   | 6 | 4 | 1 | 1 | 15 | 5  | +10  |  | Hongrie                    |     | 3-1 | 2-1 | 6-0 |
| 2    | Allemagne de l'Est | 7   | 6 | 3 | 1 | 2 | 10 | 10 | 0    |  | Allemagne de l'Est         | 1-0 |     | 4-3 | 3-2 |
| 3    | Pays-Bas           | 5   | 6 | 2 | 1 | 3 | 11 | 11 | 0    |  | Pays-Bas                   | 2-2 | 1-0 |     | 2-0 |
| 4    | Danemark           | 3   | 6 | 1 | 2 | 3 | 6  | 16 | -10  |  | Danemark                   | 0-2 | 1-1 | 3-2 |     |

### Groupe 6
| Rang | Équipe   | Pts | J | G | N | P | Bp | Bc | Diff |  | Résultats (▼ dom., ► ext.) |     |     |     |     |
| ---- | -------- | --- | - | - | - | - | -- | -- | ---- |  | -------------------------- | --- | --- | --- | --- |
| 1    | Italie   | 11  | 6 | 5 | 1 | 0 | 17 | 3  | +14  |  | Italie                     |     | 3-1 | 2-2 | 5-0 |
| 2    | Roumanie | 6   | 6 | 3 | 0 | 3 | 18 | 14 | +4   |  | Roumanie                   | 0-1 |     | 4-2 | 7-0 |
| 3    | Suisse   | 5   | 6 | 2 | 1 | 3 | 17 | 13 | +4   |  | Suisse                     | 0-4 | 7-2 |     | 5-0 |
| 4    | Chypre   | 2   | 6 | 1 | 0 | 5 | 3  | 25 | -22  |  | Chypre                     | 0-2 | 1-5 | 2-1 |     |

### Groupe 7
| Rang | Équipe     | Pts | J | G | N | P | Bp | Bc | Diff |  | Résultats (▼ dom., ► ext.) |     |     |     |     |
| ---- | ---------- | --- | - | - | - | - | -- | -- | ---- |  | -------------------------- | --- | --- | --- | --- |
| 1    | France     | 9   | 6 | 4 | 1 | 1 | 14 | 6  | +8   |  | France                     |     | 1-1 | 2-1 | 3-1 |
| 2    | Belgique   | 7   | 6 | 3 | 1 | 2 | 14 | 9  | +5   |  | Belgique                   | 2-1 |     | 2-4 | 3-0 |
| 3    | Pologne    | 7   | 6 | 3 | 1 | 2 | 13 | 9  | +4   |  | Pologne                    | 1-4 | 3-1 |     | 4-0 |
| 4    | Luxembourg | 1   | 6 | 0 | 1 | 5 | 1  | 18 | -17  |  | Luxembourg                 | 0-3 | 0-5 | 0-0 |     |

### Groupe 8
Ce sont les éditions 1966-67 et 1967-68 du British Home Championship qui ont servi de cadre éliminatoire pour la poule 8. Le 24 février 1968 à Hampden Park est établi le record de la plus grande affluence des qualifications du Championnat d'Europe de football avec 130 711 spectateurs pour le match Écosse - Angleterre,.
| Rang | Équipe          | Pts | J | G | N | P | Bp | Bc | Diff |  | Résultats (▼ dom., ► ext.) |     |     |     |     |
| ---- | --------------- | --- | - | - | - | - | -- | -- | ---- |  | -------------------------- | --- | --- | --- | --- |
| 1    | Angleterre      | 9   | 6 | 4 | 1 | 1 | 15 | 5  | +10  |  | Angleterre                 |     | 2-3 | 5-1 | 2-0 |
| 2    | Écosse          | 8   | 6 | 3 | 2 | 1 | 10 | 8  | +2   |  | Écosse                     | 1-1 |     | 3-2 | 2-1 |
| 3    | Pays de Galles  | 4   | 6 | 1 | 2 | 3 | 6  | 12 | -6   |  | Pays de Galles             | 0-3 | 1-1 |     | 2-0 |
| 4    | Irlande du Nord | 3   | 6 | 1 | 1 | 4 | 2  | 8  | -6   |  | Irlande du Nord            | 0-2 | 1-0 | 0-0 |     |

## Quarts de finale
| Équipe 1   | Résultat | Équipe 2         | Aller | Retour |
| ---------- | -------- | ---------------- | ----- | ------ |
| Bulgarie   | 3 - 4    | Italie           | 3 - 2 | 0 - 2  |
| Hongrie    | 2 - 3    | Union soviétique | 2 - 0 | 0 - 3  |
| Angleterre | 3 - 1    | Espagne          | 1 - 0 | 2 - 1  |
| France     | 2 - 6    | Yougoslavie      | 1 - 1 | 1 - 5  |

## Les qualifiés pour le tournoi final
- Italie (choisi comme pays organisateur)
- Union soviétique
- Angleterre
- Yougoslavie

## Sources
- Site de l'UEFA
- Site non officiel d'archives sur l'Euro
- RSSSF - Euro 68